# Nepomukbrücke (Dornach)
Die Nepomukbrücke ist eine Brücke über die Birs zwischen Dornach im Kanton Solothurn und Reinach im Kanton Basel-Landschaft. Die Kantonsgrenze verläuft etwa auf der Mitte der Brücke. Die Brücke ist Wahrzeichen der Gemeinde Dornach und steht am Eingang zum historischen Ortskern Dornachbrugg, dessen Name sich von der Brücke ableitet.

## Geschichte
Bereits um 1500 finden sich auf einem grossen Schlachtholzschnitt Darstellungen einer Brücke über die Birs bei Dornach. Über Jahrhunderte war sie die einzige Flussquerung zwischen Angenstein und Münchenstein. Allerdings wurde diese frühe Brücke bei der Schlacht bei Dornach zerstört.
1501 baute Hans Gibelin hier beide «land vestinen» und ein steinernes Joch sowie ein rundbogiges Brückentor und einen zweistöckigen Turm mit Zeltdach mit dem solothurnischen Hoheitszeichen. Dieser Oberbau bestand bis Anfang des 17. Jahrhunderts aus Holz. 1612/13 wurde die baufällige, gedeckte Holzbrücke durch eine Steinbrücke mit drei Bögen ersetzt.
1735 erlaubte der Rat zu Solothurn dem Arlesheimer Domkaplan Kehl, auf der Brücke die Statue des Brückenheiligen Nepomuk aufzustellen. Ehemals hatte hier ein Kreuz gestanden.
Infolge einer schweren Naturkatastrophe im Jahr 1813 kam es zu einem folgenschweren Ereignis. Durch starke Regenfälle zwischen dem 10. und 13. Juli stieg die Birs über ihre Ufer, wobei sich die angeschwemmten Baumstämme an der Brücke stauten. Zunächst wurde versucht, einen Einsturz der Brücke durch Befestigungsarbeiten und Umleitung des Wassers und der Stämme zu verhindern, was von Schaulustigen von der Brücke aus beobachtet wurde. Am Abend des 13. Juli sank jedoch eine Hälfte des Jochs ein, wobei 48 Menschen in die Flut gerissen wurden; 37 von ihnen fanden den Tod. Unter den Opfern war auch ein Gefangener, der zum Zeitpunkt des Einsturzes im Brückenturm gefangen war. Erschwerend kam hinzu, dass seinerzeit auf der Brücke die Grenze zu Frankreich verlief, da Reinach damals zum Napoleonischen Reich gehörte.

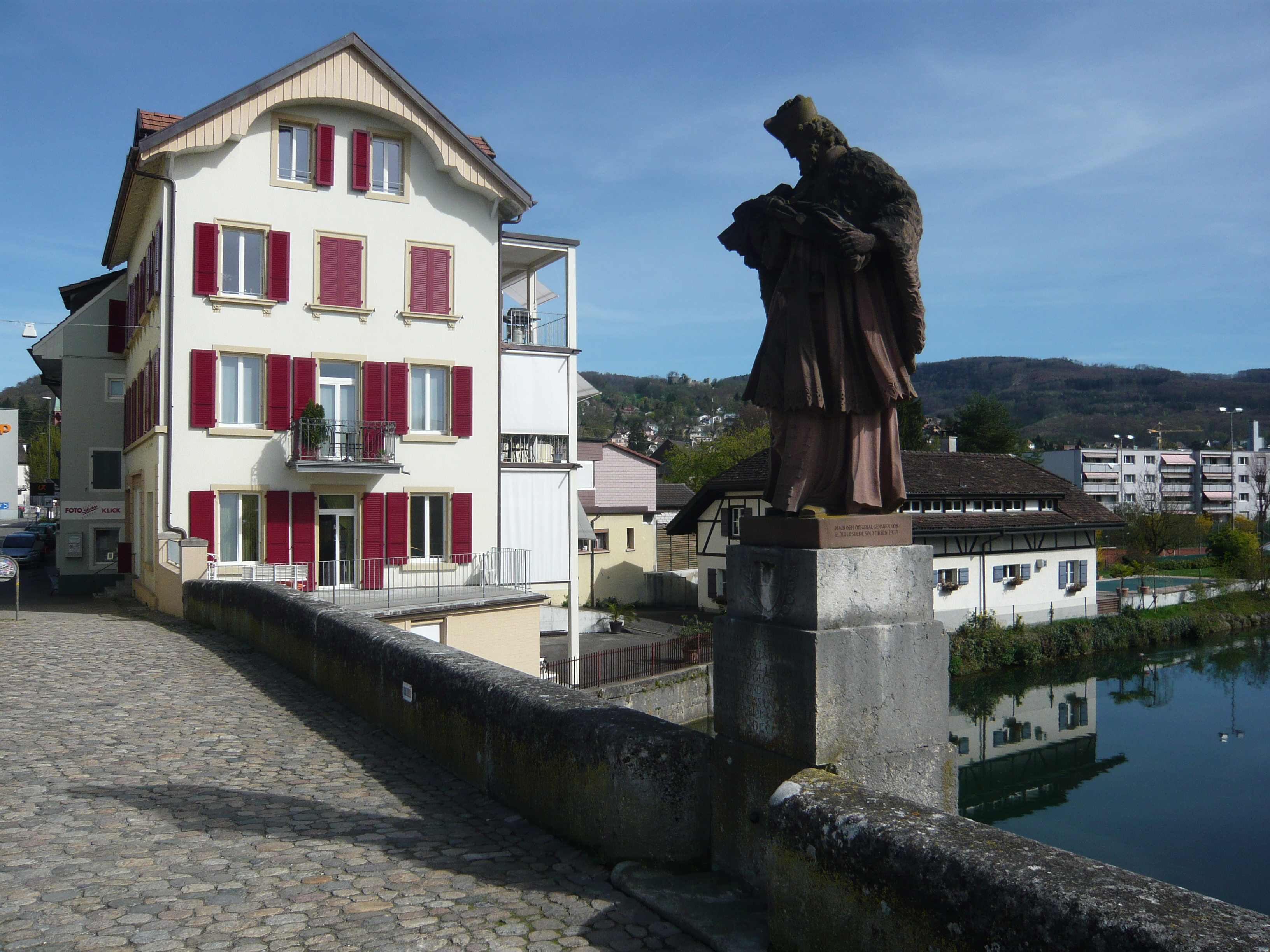
Brückenheiliger Nepomuk auf der Brücke

Die Statue des Brückenheiligen Nepomuk überstand das Unglück unversehrt. Erst 1939 wurde an ihrer statt eine Replik aufgestellt. Das Original befindet sich bis heute im Heimatmuseum von Solothurn.
1823 wurde ein Neubau der Brücke mit nunmehr zwei statt drei Bögen errichtet. In diesem Zustand präsentiert sich die Brücke bis heute. Versuche, die Brücke in den 1950er Jahren durch einen Neubau zu ersetzen, scheiterte an Protesten der Bevölkerung. Statt eines Neubaus wurde eine parallel laufende Strassenbrücke gebaut, sodass die Nepomukbrücke heute nur noch von Fussgängern benutzt wird.

## Architektur
Bei der Brücke handelt es sich um ein Steinbogenbrücke aus dem frühen 19. Jahrhundert. Insgesamt ist die Brücke 39 Meter lang.
Die Statue des Nepomuk befindet sich auf der Mitte der Brücke.